# Forth (programski jezik)
FORTH je programski jezik, ki uporablja postfiksni zapis, uporablja pa se ga v nadzornih programih.